# Neném (futebolista de areia)
Carlos Alberto Lisboa, mais conhecido por Neném, é um ex-futebolista de areia do Brasil.
Aposentou-se em 2010, após sofrer uma lesão no joelho enquanto defendia o Rio de Janeiro no Campeonato Brasileiro de Seleções.
Atualmente ele é o treinador da Seleção Do Qatar de Futebol de Praia.

## Títulos, Conquistas e Honrarias

### Seleção Brasileira
- Eneacampeão da Copa do Mundo de Futebol de Areia: 1995, 1996, 1997, 1998, 1999, 2000, 2002, 2003 e 2004
- Decacampeão do Mundialito de Futebol de Praia: 1994, 1997, 1999, 2000, 2001, 2002, 2004, 2005, 2006 e 2007
- Heptacampeão da Copa América: 1994, 1995, 1996, 1997, 1998, 1999 e 2003
- Eneacampeão da Copa Latina: 1998, 1999, 2000, 2001, 2002, 2003, 2004, 2005 e 2006
- Tricampeão da Copa Mercosul: 1998, 1999 e 2001

### Seleção Fluminense (Rio de Janeiro)
- Bicampeão do Campeonato Brasileiro de Seleções: 1997 e 1998

### Seleção Paulista (São Paulo)
- Campeão do Campeonato Brasileiro de Seleções: 2002

### Outros Títulos
- Heptacampeão do Mundialito de Portugal
- Campeão da Copa Internacional do Japão

### Títulos Individuais
- MVP da Copa do Mundo de Futebol de Areia (2002)
- 2 vezes Artilheiro da Copa do Mundo de Futebol de Areia (2002 e 2003)

### Feitos Históricos
- Maior artilheiro da história Seleção Brasileira de Futebol de Praia (337 gols)[2]
- 2º maior artilheiro mundial de seleções de esportes ligados ao futebol (superado apenas pelo futebolista de salão Falcão)[4][5]
- Conquistou todas as finais de Copa do Mundo que disputou.
- Participou da Maior Goleada das Copas do Mundo de Futebol de Areia (Brasil 16-2 Países Baixos - 1995)